# Schitu Duca
Schitu Duca – wieś w Rumunii, w okręgu Jassy, w gminie Schitu Duca. W 2011 roku liczyła 567 mieszkańców.